# Piquete
Piquete este un oraș în São Paulo (SP), Brazilia.